# Embraer EMB 121 Xingu
L'Embraer EMB 121 Xingu è un aereo executive, bimotore, monoplano ad ala bassa a sbalzo, prodotto dalla brasiliana Embraer. Il prototipo, registrato PP-ZXI, ha compiuto il primo volo il 10 ottobre 1976.
Il nome deriva dal fiume Xingú che scorre nella foresta amazzonica in Brasile attraversando l'omonima riserva territoriale creata per preservare le tribù indigene che sopravvivono in quella regione.

## Storia
Sviluppato dall'EMB 110 Bandeirante e dall'EMB 120 Brasilia dai quali ha preso la fusoliera e l'ala, è stato progettato come aereo leggero per pochi passeggeri, pressurizzato, per medie distanze. È un bimotore dotato di due turboelica Pratt & Whitney Canada PT6A montati sull'ala, con impennaggio a T e carrello d'atterraggio triciclo e retrattile.
Il prototipo volò per la prima volta il 10 ottobre 1976 e dopo circa sei mesi volarono i primi apparecchi di serie.
Il primo cliente dello Xingu fu la Força Aérea Brasileira (FAB) che lo impiegò nel Grupo de Transporte Especial di stanza a Brasilia.

## Versioni
Dell'EMB 121 Xingu sono stati costruiti fino al 1986, anno in cui è cessata la produzione, 112 esemplari in differenti versioni:
- EMB 121 Xingu - Versione base.
  - VU-9 Xingu - Designazione della Força Aérea Brasileira.
- EMB 121A Xingu I - Con motori Pratt & Whitney Canada PT6A-28.
- EMB 121A1 Xingu II - Con motori Pratt & Whitney Canada PT6A-125 da 760 CV (559 kW).
- EMB 121B Xingu III - Con motori Pratt & Whitney Canada PT6A-42 da 861 CV (634 kW) e fusoliera allungata di 90 cm, rimasto allo stato di prototipo.

## Utilizzatori

### Civili
Belgio
- Air Venture
- Sabena

 Brasile
- Abaete Aerotaxi
- ABC Táxi Aéreo
- Bertol Taxi Aereo
- Italac
- NHR Taxi Aereo
- Taxi Aereo Weiss

 Regno Unito
- CSE Aviation

### Enti governativi
Brasile
- Governo dello Stato di Bahia
- Governo dello Stato di Minas Gerais
- Governo dello Stato di Pará
- Governo dello Stato di Piauí
- Governo dello Stato di Santa Catarina
- Governo dello Stato di Rio Grande do Norte
- Governo dello Stato di Rio Grande do Sul

### Militari
Brasile
- Força Aérea Brasileira

 Francia
- Armée de l'air

32 EMB-121AA/AN consegnati a partire dal 16 marzo 1982.
- Marine nationale

10 EMB-121AA in servizio a giugno 2023.